# 安楽寺 (青梅市)
安楽寺（あんらくじ）は、東京都青梅市成木にある真言宗系の単立寺院。山号は成木山。院号は愛染院。本尊は愛染明王・不動明王・軍荼利明王。成木の軍荼利様として親しまれている。

## 歴史
この寺の創建年代等については不詳であり、創建については行基によるとも足利尊氏によるとも伝えられるが、安楽寺はもともとは軍荼利明王を祀る堂の別当寺として建てられたものと見られる。天正年間（1573年 – 1592年）に中興され、江戸時代には江戸幕府から朱印状が与えられた。

## 文化財
- 東京都指定有形文化財
  - 安楽寺本堂附玄関
  - 木造金剛力士立像吽形・木造伝金剛力士立像
  - 木造軍荼利明王立像
  - 木造扁額
- 東京都指定天然記念物
  - 大スギ
- 東京都指定史跡
  - 安楽寺境域

## 所在地
- 東京都青梅市成木1-583

## 周辺
- 成木神社
  - 境内仏堂
- 成木熊野神社
  - 大黒天
  - 弁財天と弁天池
- 東京バーディクラブ
- 南高麗地区（飯能市下直竹）